# Alhassan Kamara
Alhassan Kamara, talvolta noto come Crespo (Freetown, 13 gennaio 1993), è un ex calciatore sierraleonese, di ruolo attaccante.

## Carriera

### Club
È arrivato in Europa nel luglio 2011, quando gli svedesi del Bodens BK lo hanno prelevato in prestito dal Kallon: nel campionato di Division 1 (terza divisione nazionale) ha realizzato 5 reti in 10 partite, attirando le attenzioni dell'AIK militante nella massima serie.
Ha iniziato così la stagione 2012 con l'AIK, con cui ha collezionato 11 presenze, spesso partendo dalla panchina, senza mai segnare. In estate è stato girato in prestito all'Örebro, ma le 4 reti in 8 partite non sono state sufficienti per evitare la retrocessione del club bianconero in Superettan.
È rimasto in prestito all'Örebro anche all'inizio del campionato seguente, poi a luglio è stato richiamato dall'AIK venendo comunque scarsamente utilizzato.
A partire dalla stagione 2014 è tornato a vestire i colori dell'Örebro, questa volta a titolo definitivo dopo essere rimasto svincolato. Ha terminato la stagione con 14 reti realizzate in 19 partite di Allsvenskan, prestazioni che stando a indiscrezioni di stampa avrebbero suscitato l'interesse di alcune squadre tra cui il Panathīnaïkos e il Málaga. Kamara tuttavia è stato costretto a perdere l'intero campionato svedese 2015 a causa di una frattura da stress a una gamba.
Rientrato dal grave infortunio, con l'Örebro ha giocato 10 partite dell'Allsvenskan 2016 segnando una rete. Nel luglio 2016, a 6 mesi dalla scadenza del contratto, è stato acquistato dall'Häcken rimanendo così in Svezia. Con i gialloneri di Göteborg è rimasto fino al 31 agosto 2018, chiudendo una parentesi durata poco più di due anni durante i quali ha giocato 40 partite di Allsvenskan (non sempre da titolare) e realizzato 12 reti.
Dopo aver raggiunto un accordo per la rescissione con l'Häcken, si è unito ai greci del Panaitōlikos, squadra in cui stava già militando lo svedese Sebastian Eriksson. Qui Kamara è rimasto un anno e mezzo, periodo durante il quale – nel dicembre 2018 – ha riportato un grave infortunio al ginocchio che ha rischiato di porre fine alla sua carriera.
Nel marzo del 2020 ha firmato a parametro zero un contratto con l'Halmstad, squadra militante nel campionato di Superettan.
Ha militato in Superettan anche l'anno successivo, questa volta con la maglia dell'IFK Värnamo, con cui ha giocato le prime tre giornate realizzando una rete. Esse si sono rivelate le ultime partite della sua carriera: da quel momento in poi infatti non ha più giocato, fino a quando nel settembre 2021 ha annunciato il ritiro dal calcio giocato all'età di soli 28 anni a causa del persistere dei problemi al ginocchio lesionato ai tempi in cui giocava in Grecia.

### Nazionale
Il 2 giugno 2012 Kamara ha fatto il suo debutto con la Nazionale maggiore della Sierra Leone, in occasione dell'incontro contro Capo Verde valido per le qualificazioni ai Mondiali 2014.